# Condado de Wayne (Mississippi)
O Condado de Wayne é um dos 82 condados do estado norte-americano do Mississippi. A sede de condado é Waynesboro que é também a sua maior cidade.
O condado tem uma área de 2108 km² (dos quais 8 km² estão cobertos por água), uma população de 21 216 habitantes, e uma densidade populacional de 10 hab/km² (segundo o censo nacional de 2000). O condado foi fundado em 1809 e recebeu o seu nome em homenagem ao general Anthony Wayne (1745-1796).

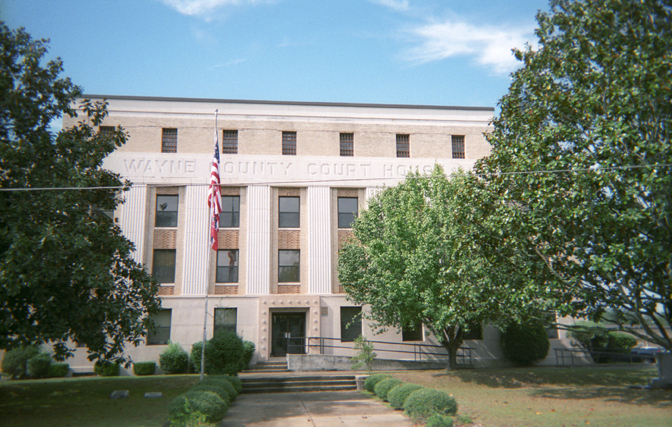
Tribunal do condado de Wayne em Waynesboro, Mississippi.